# Institut de musique Curtis
L'institut de musique Curtis (Curtis Institute of Music) est un conservatoire supérieur de musique (classique, contemporaine, jazz) américain situé à Philadelphie, aux États-Unis au prestige international. Il a été créé par Mary Louise Curtis en 1924,, sous la direction artistique de Leopold Stokowski (Philadelphia Orchestra) et du pianiste Josef Hofmann.   

## Historique, organisation et classement
L'un des premiers professeurs fut le hautboïste Marcel Tabuteau. L'organiste italien Fernando Germani y a dirigé le département d'orgue dans les années 1930.  
Ce conservatoire de réputation internationale recrute des jeunes musiciens de grand talent et les forme afin qu'ils atteignent un haut niveau professionnel. 
L'Institut de musique Curtis est classé comme premier établissement universitaire d'enseignement musical devant la Juilliard School.  
Son effectif est restreint :  entre 130 et 165 étudiants selon les années, étudiants venant de nationalités diverses et âgés entre 10 et 26 ans. 
L'institut est accrédité à délivrer des diplômes universitaires : Baccalauréat universitaire ès lettres (licence) et Maîtrise universitaire ès lettres (mastère 1 & 2),,,,.  
Les étudiants donnent des concerts publics tout au long de leur cursus,.  

## Élèves célèbres (sélection)
- James Adler
- Samuel Barber
- Leonard Bernstein
- Jonathan Biss
- Ray Chen
- Roberto Diaz
- Stanley Drucker
- Julius Eastman
- Juan Diego Flórez
- Lukas Foss
- Alan Gilbert
- Hilary Hahn
- Jennifer Higdon
- Eugene Istomin
- Paavo Järvi
- Sean Kennard
- Lang Lang
- Chin Kim
- Jennifer Koh
- Joseph de Pasquale
- Gian Carlo Menotti
- Vincent Persichetti
- Leonard Rose
- Nino Rota
- Hiroko Sasaki
- Peter Serkin
- David Shifrin
- Muriel Smith
- George Walker
- Yuja Wang